# وازگن ساروخانیان
وازگن هوهانسی ساروخانیان (ارمنی: Վազգեն Հովհաննեսի Սարուխանյան؛  زادهٔ ۱۰ ژانویهٔ ۱۹۱۰ - درگذشته ۳ سپتامبر ۱۹۷۳) جراح اهل ارمنستان بود.

## زندگی‌نامه
وی در ۲۳ ژانویه [سبک قدیمی: ۱۰ ژانویه] ۱۹۱۰ در نور بایزید به دنیا آمد و از دانشگاه پزشکی دولتی ایروان (۱۹۳۱) فارغ‌التحصیل گشت. هوهانس ساروخانیان همچنین برندهٔ جوایزی همچون دانشمند شایسته ارمنستان شوروی (۱۹۶۴)، نشان پرچم سرخ کار و نشان ستاره سرخ شده‌است. وی در ۳ سپتامبر ۱۹۷۳ در سن ۶۳ سالگی در ایروان درگذشت.

## یادداشت
1. ↑  բժշկական գիտությունների դոկտոր